# Яркин, Максим Фёдорович
Макси́м Фёдорович Я́ркин (1912—1986) — навалокрепильщик шахты № 62 Гремячинского угольного месторождения, Пермская область. Герой Социалистического Труда (1957).

## Биография
Родился в 1912 году в с. Козлове Липецкого района нынешней Харьковской области Украины. В 1933 году приехал в Кизеловский угольный бассейн. Работал на шахте имени М. И. Калинина, сначала на поверхности, в лесном складе, а затем под землей — лесогоном и проходчиком.
После Великой Отечественной войны участвовал в освоении Гремячинского угольного месторождения, куда направляли самых лучших работников. Трудился навалокрепильщиком на шахте № 62. Был передовым производственником, постоянно заботился о коллективном успехе, всемерно улучшал организацию труда. С его именем связано много технических новшеств, осуществление которых позволило значительно повысить производительность труда. Так, он стал инициатором удлинения штанги бура до двух, а потом до трех метров. Производительность труда сразу возросла.
Звание Героя Социалистического Труда присвоено в 1957 году. Награждён орденами Ленина и Трудового Красного Знамени. Почетный шахтер Российской Федерации.
Выйдя на заслуженный отдых, переехал в г. Макеевка Донецкой области Украинской ССР.
Умер в 1986 году.